# La Roche-de-Glun
La Roche-de-Glun este o comună în departamentul Drôme din sud-estul Franței. În 2009 avea o populație de 3.160 de locuitori.

## Evoluția populației
| An        | 1975  | 1982  | 1990  | 1999  | 2006  | 2009  |
| --------- | ----- | ----- | ----- | ----- | ----- | ----- |
| Populație | 1.467 | 2.113 | 2.800 | 2.740 | 3.143 | 3.160 |